# Важіль управління двигуном

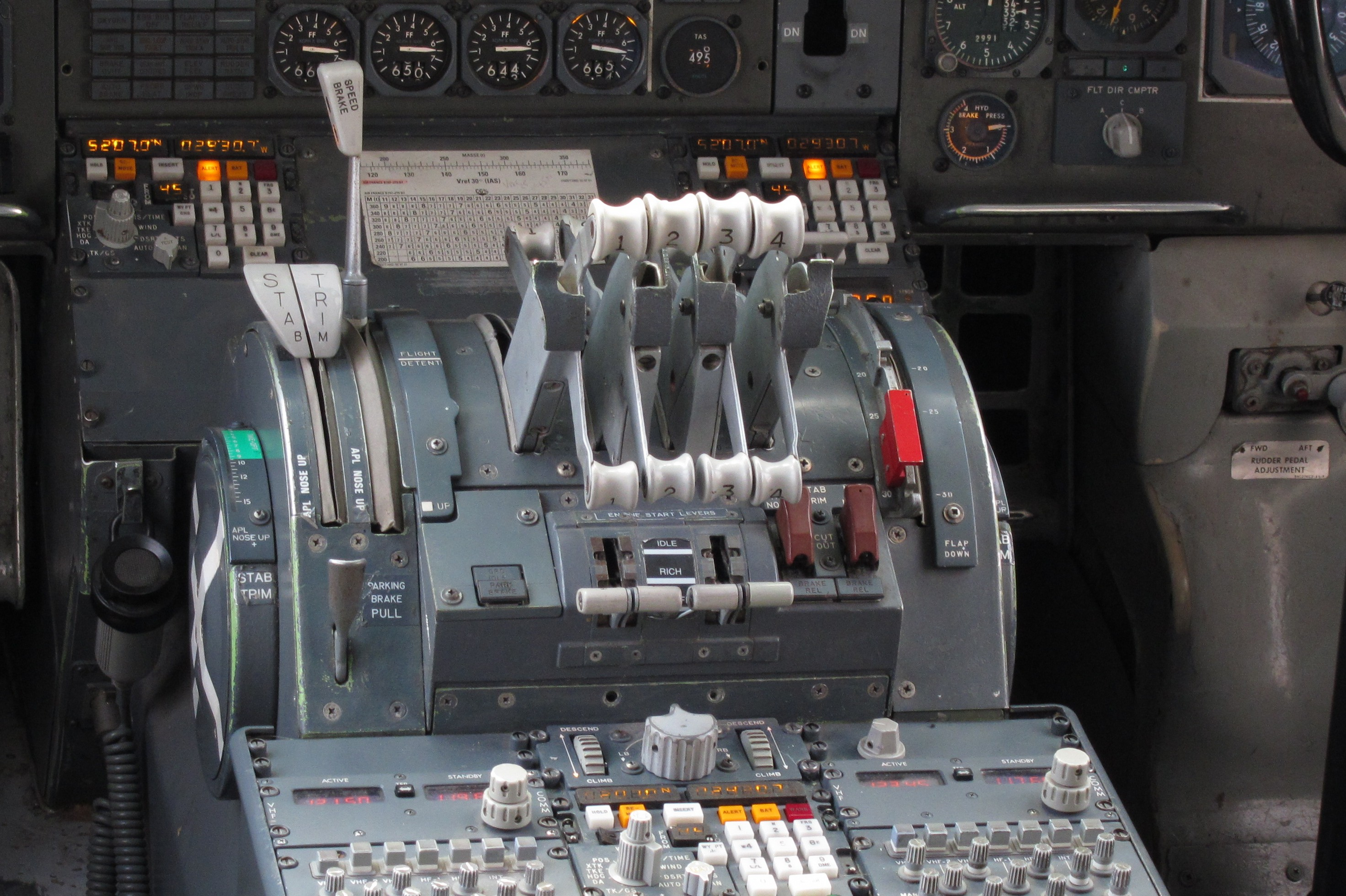
Важелі управління двигунами в Boeing 747 Classic. Центральний і задні важелі використовуються під час польоту, а передні важелі керують зворотною тягою.

Важіль управління двигуном (ВУД) — знаходяться в кабіні літака і використовуються пілотом, другим пілотом або автопілотом для керування потужністю тяги двигунів літака шляхом контролю надходження палива до цих двигунів.
У багатомоторних літаках кожен важіль тяги відображає номер двигуна, яким він керує. Зазвичай для кожного двигуна є один важіль тяги. Важелі тяги зазвичай знаходяться на центральній консолі літака або на панелі приладів менших літаків.
Для літаків, обладнаних системою реверсування тяги, орган керування кожним реверсором тяги зазвичай знаходиться поруч із важелем тяги відповідного двигуна.
Положення кожного важеля можна описати вказаним поточним кутом. Це називається кутом важеля дросельної заслінки або TLA. Чим більше TLA, тим більше тяга двигуна.

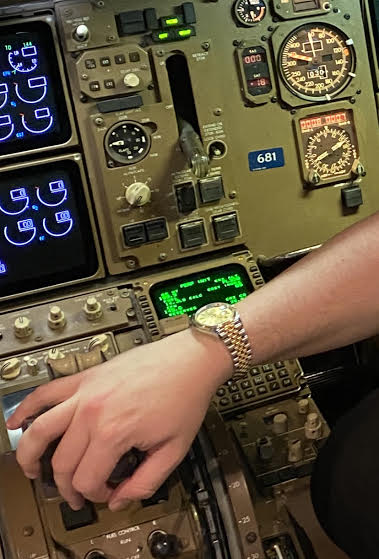
Пілот авіакомпанії спирається рукою на квадрант дросельної заслінки Boeing 767

Важіль дросельної заслінки в зборі часто розроблений для включення кранів високого тиску (HP), щоб пілот міг інстинктивно контролювати подачу палива в двигун. Мікроперемикачі розташовані в дросельній коробці, для того щоб важелі дроселя приводили в дію перемикачі для закриття клапанів, коли важелі знаходяться в задньому кінці ходу. Натискання важелів вперед автоматично запускає перемикачі, щоб відкрити паливні крани, які залишаються відкритими під час нормального робочого діапазону важелів. Для повторного ввімкнення перемикачів потрібні дві різні дії. Важіль дросельної заслінки потрібно відтягнути назад у заднє положення та задіяти механічну засувку або подолати фіксатор (тверду точку), щоб важіль рухався далі та перекривав паливний клапан. 
Реактивні двигуни «виробляють тягу», тому важелі називаються важелями тяги. Пропелерні двигуни, включаючи турбогвинтові двигуни, є «енергетичними», тобто вони виробляють потужність, яка перетворюється на тягу гвинтом. Важелі в таких літаках відомі як «силові важелі» і використовуються в поєднанні з «кондиційними важелями». Більшість літаків з поршневими двигунами замість цього мають ручку газу.